# Araneus xizangensis
Araneus xizangensis este o specie de păianjeni din genul Araneus, familia Araneidae, descrisă de Hu în anul 2001. Conform Catalogue of Life specia Araneus xizangensis nu are subspecii cunoscute.